# Oskar Sjöström
Oskar Sjöström, född 1979, är doktorand vid Stockholms universitet och verksam som museilärare på Armémuseum.
Sjöström avser att med sin avhandling kasta nytt ljus på orsakerna bakom Sveriges angreppskrig under 1700-talet genom att belysa dem i sin tidsliga och idéhistoriska kontext.